# Liste de musées au Kazakhstan
Pour les autres articles nationaux ou selon les autres juridictions, voir Liste des musées par pays.
Cet article présente une liste non exhaustive de musées au Kazakhstan :

## Almaty
- Musée central d'État du Kazakhstan
- Musée d'État des arts Abilkhan Kasteyev
- Musée national d'archéologie de l'académie des sciences
- Musée national des instruments de musique du Kazakhstan
- Musée national du livre
- Musée Aouézov

## Autres villes
- Musée de la littérature Abaï Kounanbaïouly (de), à Semeï